# Il signore delle formiche
 (août 2022).
Si vous disposez d'ouvrages ou d'articles de référence ou si vous connaissez des sites web de qualité traitant du thème abordé ici, merci de compléter l'article en donnant les références utiles à sa vérifiabilité et en les liant à la section « Notes et références ».
Pour plus de détails, voir Fiche technique et Distribution.
Il signore delle formiche est un film italien réalisé par Gianni Amelio et sorti en 2022. C'est un biopic de l'écrivain et dramaturge italien Aldo Braibanti.

## Fiche technique
Sauf indication contraire, les informations mentionnées dans cette section peuvent être confirmées par la base de données cinématographiques IMDb,  présente dans la section « Liens externes ».
- Titre français : Il signore delle formiche
- Réalisation : Gianni Amelio
- Scénario : Gianni Amelio, Federico Fava et Edoardo Petti
- Photographie : Luan Amelio
- Montage : Simona Paggi
- Pays d'origine : Italie
- Format : Couleurs - 1,85:1
- Genre : drame et biopic
- Durée : 134 minutes
- Dates de sortie :
  - Italie : 6 septembre 2022 (Mostra de Venise 2022), 8 septembre 2022 (sortie nationale)

## Distribution
- Luigi Lo Cascio : Aldo Braibanti
- Elio Germano : Ennio

## Distinction

### Sélection
- Mostra de Venise 2022 : sélection officielle